# 戈爾班鄉
46°53′N 28°05′E / 46.883°N 28.083°E
戈爾班鄉（羅馬尼亞語：Comuna Gorban, Iași），是羅馬尼亞的鄉份，位於該國東北部，由雅西縣負責管轄，面積40平方公里，海拔高度49米，2007年人口2,910，人口密度每平方公里72人。